# Irja Askola
Irja Kaarina Askola, (née le 18 décembre 1952 à Lappeenranta), est une évêque luthérienne finlandaise, évêque d'Helsinki de 2010 à 2017. Elle a été la première femme à accéder à l'épiscopat dans l'Église évangélique-luthérienne de Finlande.

## Biographie
Irja Askola commence des études de théologie à l'université d'Helsinki en 1971; elle obtient sa maîtrise en 1975 et se consacre à la recherche jusqu'en 1981.
Elle est ordonnée prêtre en 1988.
Elle est secrétaire exécutive de la Conférence des Églises européennes, basée à Genève, de 1991 à 1999. Elle a également été la conseillère théologique de Mikko Heikka (en), évêque d'Espoo à partir de 2004.
En juin 2010, elle est élue (au second tour, avec 591 voix) évêque d'Helsinki, succédant à Eero Huovinen. Elle est installée sur le siège épiscopal d'Helsinki le 12 septembre 2010 par l'archevêque de Turku Kari Mäkinen (en), assisté par plusieurs autres évêques venus de Finlande, de Norvège, du Danemark et de Namibie.
Plusieurs autres femmes évêques venues de Suède, d'Allemagne et du Danemark assistent à la cérémonie, ainsi que la présidente finlandaise Tarja Halonen et la première ministre Mari Kiviniemi.
Elle est favorable au mariage de couples de personnes de même sexe et à ce qu'ils soient bénis par l'Église. En juin 2013, elle consacre (pour la première fois en Finlande) un couple de personnes de même sexe en vue d'un travail missionnaire, événement à la suite duquel plusieurs centaines de fidèles finlandais quittent l'Église évangélique-luthérienne.
En août 2017, Teemu Laajasalo (en) lui succède comme évêque d'Helsinki.

## Publications

### Ouvrages
- (fi) Lähiötä lähellä, Helsinki, Helsingin yliopiston käytännöllisen teologian laitos, 1975 (ISBN 951-450-623-5)
- (fi) Irja Askola, Voitto Huotari, Kaupunkilaisen kirkko, Tampere, Kirkon tutkimuslaitos, 1977 (ISBN 951-693-058-1)
- (fi) Jos olet, ole nyt, Helsinki, Kirjapaja, 2006 (ISBN 951-607-340-9)
- (fi) Täysi lautasellinen, Helsinki, Suomen lähetysseura & Kirkon Ulkomaanapu, 2008 (ISBN 978-951-6-24369-9)
- (fi) Tie vie, pyhä kantaa. Rukousta ja runoa kirkkovuoden mittaan, Helsinki, Kirjapaja, 2010 (ISBN 978-952-247-083-6)
- (fi) Reetta Meriläinen, Johanna Pentikäinen, Siunaa yhteinen ateriamme. Lautasellinen iloa, Kirjapaja, 2013, p. 51-53
- (fi) Marjatta Jabe, Sari Kuusela (ed.), Hyvä paha valta. Piispan valta on sanojen ja toiminnan valtaa, Talentum, 2013, p. 170-176.
- (fi) Pyhän kanssa piilosilla, Kirjapaja, 2014
- (fi) Jaakko Heinimäki (ed.), Armon avara niitty. Piispanpolku 10. Hengellisiä matkakertomuksia, Kirjapaja, 2015, p. 203-211
- (fi) Pöytä katettu kaikille, Kirjapaja, 2016

### Recueils de poèmes avec Anja Porio
- (fi) Mikä nainen, Helsinki, Kirjapaja, 1985, ed. 9 2008 (ISBN 951-621-580-7)
- (fi) Matkaan naiset, Helsinki, Kirjapaja, 1988, 6e éd. 1991 (ISBN 951-621-814-8)
- (fi) Lasinen lapsuus, Helsinki, Kirjapaja, 1990, 3e éd. 2004 (ISBN 951-621-996-9)